# Farnavaz I
Farnavaz I (en georgiano: ფარნავაზ I, Parnavaz I) fue un rey de Iberia. Nació supuestamente hacia el 326 a. C. y murió en 234 a. C.
Cuando era bebé los griegos entraron en el país y mataron a su tío Samara, el soberano; su madre lo llevó a las montañas y lo escondió. Los griegos dejaron en el poder a uno de sus jefes, llamado Azon. 
De mayor, la leyenda dice que encontró un tesoro y que gracias a él pudo comprar muchos cómplices. Se asoció con uno de los gobernadores de Egrisi, Kudshi, y preparó una revuelta contra el gobernador griego Azon. La revuelta triunfó y Azon murió en la lucha. Parnavaz se proclamó rey, fundando la dinastía parnavazida.
Rápidamente hizo reconstruir las fortalezas del país, destruidas por los griegos, y levantaron una grande, llamada Fortaleza de Armaz. Es por esta época que se creó el alfabeto georgiano que la leyenda también le atribuye. Creó ocho regiones administrativas gobernadas por dirigentes locales (eristhavis) y un principado dirigido por un espaspeta o comandante jefe que había de ser miembro (sephetsulis) de la familia real (sephe gvari). 

Iberia tras las reformas de Farnavaz.

La dinastía estaba formada por el rey (gran rey) con residencia en Mtsjeta. La herencia recaía sobre el varón más viejo de la familia, aunque después se convirtió en hereditaria de padre a hijo. El rey era gobernador absoluto y su familia ocupaba a menudo el cargo de eristhavi de algún distrito. El jefe de la corte, el ezosmodzgavari, era también una personalidad importante, la principal que no era de la familia real.
Farnavaz dominó un territorio entre el Araxes y el Cáucaso y parte de la Georgia Occidental.